# Terzijski most
Terzijski most nalazi se kod sela Bistražina, nedaleko od Đakovice na Kosovu i predstavlja izuzetno značajan primjer stare mostogradnje.
Podignut je preko rijeke Ribnik, vjerojatno krajem 15. stoljeća, da bi svoj današnji izgled dobio u 18. stoljeću, kada je značajno prepravljen sredstvima terzijskog esnafa iz Đakovice, po čemu je i dobio ime. Veliki radovi na obnovi mosta i vraćanju njegovog prvobitnog izgleda dogodili su se u razdoblju od 1982. do 1984. godine.
Ne zna se pouzdano kada je most nastao, ali se smatra da je podignut krajem 15. stoljeća. To mišljenje je bazirano na činjenici da je most podignut na trasi starog puta, iz srednjeg vijeka, koji je povezivao Đakovicu s Prizrenom, kao i na tome što se na mostu uočava da je kasnije dograđivan, zbog promjene toka rijeke Ribnik. 
Most je izgrađen od pravilno tesanog kamenja tamnosivih i oker nijansi. Njegova dužina prelazi 190 metara, prvobitna širina kolovoza bila je preko 3.5 metara, a most sačinjava 11 zaobljenih lukova, između kojih su ugrađene niše.